# Kazimiera Wolniewicz
Kazimiera Wolniewicz z domu Wojewódka (ur. 1926, zm. 2 lipca 2019) – polska działaczka konspiracji niepodległościowej w czasie II wojny światowej oraz powojennego podziemia antykomunistycznego.

## Życiorys
1 września 1939 była świadkiem bombardowania Wielunia przez Luftwaffe we wczesnych godzinach rannych. W czasie okupacji niemieckiej działała w Armii Krajowej. Po II wojnie światowej pozostała w konspiracji jako łączniczka Stanisława Sojczyńskiego ps. „Warszyc” – dowódcy Konspiracyjnego Wojska Polskiego. W lipcu 1946 została aresztowana za działalność antykomunistyczną i uwięziona w areszcie śledczym w Łodzi.
W 2009 została odznaczona Krzyżem Kawalerskim Orderu Odrodzenia Polski, zaś w 2017 została odznaczona Medalem „Zasłużony dla Ziemi Wieluńskiej”. Była również odznaczona Medalem „Za Wolność i Niepodległość” oraz Krzyżem Armii Krajowej.
Zmarła 2 lipca 2019 i została pochowana na wieluńskim cmentarzu.